# Chen Peina
Chen Peina (陈佩娜S, Chén PèinàP; Saint-Brieuc, 19 giugno 1989) è una velista cinese, vincitrice della medaglia di bronzo nel windsurf alle Olimpiadi di Rio de Janeiro 2016.

## Palmarès
- Giochi olimpici

Rio de Janeiro 2016: argento nello RS:X.